# Karl von Lodron-Laterano
Karl Maria Reichsgraf zu Lodron-Laterano (* 22. August 1807 in Innsbruck; † 15. Oktober 1860 in Himmelberg) war ein österreichischer Gutsbesitzer und Politiker  aus dem Adelsgeschlecht Lodron.

## Leben
Lodron-Laterano war der Sohn des Gutsbesitzers Alois Joseph von Lodron-Laterano (1780–1827) und dessen Ehefrau Maria Anna Elisabeth Gräfin von Platz zu Thurn (* 1790). Er war römisch-katholisch und heiratete am 12. August 1835 Theresia Freiin von Gumppenberg (* 5. Dezember 1813; † 24. März 1849). Aus der Ehe gingen folgende Kinder hervor:
- Anna (* 1842) ⚭ 1867 Alfred Freiherr von Cnobloch
- Hubert (1845–1885) ⚭ 1869 Emma Gräfin zu Lodron-Laterano und Castelromano (1846–1906)
- Albert (1847–1914) ⚭ 1887 Angelika Gräfin Khuen von Belasy (1885–1918)

Lodron-Laterano studierte Rechtswissenschaft an der Universität Innsbruck und erwarb danach Zivil- und Kriminalpraxis beim Innsbrucker Stadt- und Landrecht. Ab 1831 widmete er sich der Verwaltung des Familienbesitzes und des Fideikommisses Himmelberg.
Er war Mitglied der Kärntner Landstände und Mitglied des ständischen Ausschusses. Im Rahmen der Revolution von 1848/1849 im Kaisertum Österreich wurde dieser um Vertreter des Bürger- und des Bauernstandes erweitert. In der Folge wurde Lodron-Laterano in der Klasse der in der Landesmatrikel enthaltenen geistlichen Pfründen und Familien als Mitglied des Provisorischen Kärntner Landtags gewählt.
1860 wurde er mit dem Orden der Eisernen Krone III. Klasse ausgezeichnet.